# Senterpartiet

Altes Parteilogo (2010–2012)

Senterpartiet (Sp; deutsch Zentrumspartei) ist eine norwegische Partei. Sie wurde 1920 unter dem Namen Bondepartiet (Bauernpartei) als Interessenvertretung der norwegischen Bauernschaft gegründet. Der Namenswechsel 1959 signalisierte die Öffnung für breitere Wählerschichten und betonte eine Neupositionierung der Partei zwischen den politischen Lagern.
Ihre politischen Hauptanliegen sind eine Stärkung der peripheren Landesteile, Umweltschutz und die Verhinderung eines norwegischen EU-Beitritts. Die Senterpartiet war in mehreren Regierungen beteiligt.

## Geschichte
Die Partei wurde 1920 von Seiten der norwegischen Bauernschaft als Bondepartiet (Bauernpartei) gegründet. In den 1930er Jahren zeigte sie Sympathien für nationalistische, korporatistische und faschistoide Strömungen. Vor allem zwei Politiker, Jens Hundseid und Vidkun Quisling, schadeten dem Ansehen der Partei durch ihren Übertritt zur faschistischen Nasjonal Samling.
Nach dem Zweiten Weltkrieg zielte die Partei zunehmend auf Wählerschichten jenseits von Landwirtschaft und Fischerei. Die Neuausrichtung auf die politische Mitte sollte 1959 mit dem neuen Parteinamen Senterpartiet zum Ausdruck kommen. Bis in die 1990er Jahre blieb die Zentrumspartei jedoch weitgehend in das bürgerliche Lager eingebunden. Wirtschafts- und strukturpolitisch setzt sich die Partei für eine Stärkung der ländlichen Räume ein.
Seit 1945 waren die Mandatszahlen der Partei kontinuierlich gestiegen, als sie 1965 mit Regierungschef Per Borten eine bürgerliche Koalitionsregierung anführen konnte. Während dieser Regierung wurde die Ablehnung eines EU-Beitritts Norwegens zu einem zentralen Programmpunkt. Die Partei kritisierte außerdem Umweltverschmutzung und ungehemmte Wachstumspolitik im erdölreichen Norwegen, konnte damit beim Wähler aber zunächst nicht punkten.
Die Europa-Frage bildete das alles beherrschende Thema im Wahlkampf 1993. Die Sp kündigte die politische Allianz mit den europafreundlichen Konservativen auf. Ihre nun isolierte Position im Zentrum des Parteienspektrums wurde durch das neue Grundsatzprogramm abgesichert, welches auf ökonomische Dezentralisierung und ökologische Erneuerung setzte. Damit erreichte die Sp einen enormen Wählerzustrom auf Kosten von Høyre und Fremskrittspartiet. Sie verdreifachte die Zahl ihrer Mandate und zog als zweitstärkste Partei in das Storting ein. 1994 endete die zweite norwegische Volksabstimmung zum EU-Beitritt mit einem Sieg der EU-Gegner.
Die Regierung Bondevik I vereinigte ab 1997 drei Parteien der bürgerlichen Mitte (KrF, V, Sp) unter Ausschluss der Konservativen. Als Bondevik 2001 die Konservativen in sein zweites Kabinett holte, blieb die Sp diesem Bündnis fern. Nach dieser schrittweisen Abnabelung vom bürgerlichen Lager bildete die Sp 2005 eine Regierung mit Sozialdemokraten und Sozialisten. Die drei Partner erarbeiteten in dem Hotel «Soria Moria» auf dem Osloer Holmenkollen einen detaillierten Koalitionsvertrag. Die sogenannte «Soria-Moria-Erklärung» vom 13. Oktober 2005 bildete die Grundlage der zweiten Regierung Stoltenberg. Nach dem neuerlichen Wahlsieg der Koalition wurde am 7. Oktober 2009 die 18 Kapitel umfassende Neufassung «Soria Moria II» unterzeichnet.
Zwischen der Wahl 2013 und der Wahl 2021 gehörte die Senterpartiet der Opposition an. Im Oktober wurde die Senterpartiet Regierungspartei in der Regierung Støre. Im Februar 2025 trat die Partei aus der Regierung Støre aus. Hintergrund für den Regierungsaustritt waren Unstimmigkeiten bei der Umsetzung von Teilen eines EU-Richtlinien-Pakets zur Energiepolitik („Saubere Energie für alle Europäer“).

### Parteivorsitzende
- Johan E. Mellbye (1920–1921)
- Kristoffer Høgset (1921–1927)
- Erik Enge (1927–1930)
- Jens Hundseid (1930–1938)
- Nils Trædal (1938–1948)
- Einar Frogner (1948–1954)
- Per Borten (1955–1967)
- John Austrheim (1967–1973)
- Dagfinn Vårvik (1973–1977)
- Gunnar Stålsett (1977–1979)
- Johan J. Jakobsen (1979–1991)
- Anne Enger Lahnstein (1991–1999)
- Odd Roger Enoksen (1999–2003)
- Åslaug Haga (2003–2008)
- Liv Signe Navarsete (2008–2014)
- Trygve Slagsvold Vedum (seit 2014)

### Ministerpräsidenten
- Peder Kolstad 1930–1931
- Jens Hundseid 1931–1932
- Per Borten 1965–1971

### Regierungen und Regierungsbeteiligungen
- 1930–1931: Regierung Kolstad
- 1931–1932: Regierung Hundseid
- 1963: Regierung Lyng (mit Høyre, Kristelig Folkeparti und Venstre)
- 1965–1971: Regierung Borten (mit Høyre, Kristelig Folkeparti und Venstre)
- 1972–1973: Regierung Korvald (mit Kristelig Folkeparti und Venstre)
- 1983–1986: Regierung Willoch (mit Høyre und Kristelig Folkeparti)
- 1989–1990: Regierung Syse (mit Høyre und Kristelig Folkeparti)
- 1997–2000: Regierung Bondevik I (mit Kristelig Folkeparti und Venstre)
- 2005–2013: Regierung Stoltenberg II (mit Arbeiderpartiet und Sosialistisk Venstreparti)
- 2021–2025: Regierung Støre (mit Arbeiderpartiet)

### Fraktionsvorsitzende im Storting
- Johan E. Mellbye 1922–1930
- Jens Hundseid 1931–1932
- Gabriel Moseid 1932–1933
- Jens Hundseid 1933–1940
- Rasmus Langeland 1945
- Nils Trædal 1945–1948
- Elisæus Vatnaland 1948–1958
- Per Borten 1958–1965
- Lars Leiro 1965–1969
- John Austrheim 1969–1971
- Per Borten 1971–1973
- Erland Steenberg 1973–1977
- Johan J. Jakobsen 1977–1983
- Johan Buttedahl 1983–1989
- Anne Enger Lahnstein 1989–1991
- Johan J. Jakobsen 1991–1999
- Odd Roger Enoksen 1999–2003
- Marit Arnstad 2003–2005
- Magnhild Meltveit Kleppa 2005–2007
- Lars Peder Brekk 2007–08
- Rune J. Skjælaaen 2008–09
- Trygve Slagsvold Vedum 2009–2012
- Lars Peder Brekk 2012–2013
- Liv Signe Navarsete 2013–2014
- Marit Arnstad seit 2014

## Wahlergebnisse zum Storting
| Wahljahr | Stimmenteil in Prozent | Sitze im Storting |
| -------- | ---------------------- | ----------------- |
| 1918     | 4,7                    | 3                 |
| 1921     | 13,1                   | 17                |
| 1924     | 13,5                   | 22                |
| 1927     | 14,9                   | 26                |
| 1930     | 15,9                   | 25                |
| 1933     | 13,9                   | 23                |
| 1936     | 11,6                   | 18                |
| 1945     | 8,1                    | 10                |
| 1949     | 7,9                    | 12                |
| 1953     | 9,1                    | 14                |
| 1957     | 9,3                    | 15                |
| 1961     | 9,4                    | 16                |
| 1965     | 9,9                    | 18                |
| 1969     | 10,5                   | 20                |
| 1973     | 11,0                   | 21                |
| 1977     | 8,6                    | 12                |
| 1981     | 6,7                    | 11                |
| 1985     | 6,6                    | 12                |
| 1989     | 6,5                    | 11                |
| 1993     | 16,7                   | 32                |
| 1997     | 7,9                    | 11                |
| 2001     | 5,6                    | 10                |
| 2005     | 6,5                    | 11                |
| 2009     | 6,2                    | 11                |
| 2013     | 5,5                    | 10                |
| 2017     | 10,3                   | 19                |
| 2021     | 13,5                   | 28                |

Stimmenanteile der Sp nach Kommune (Wahl 2021)

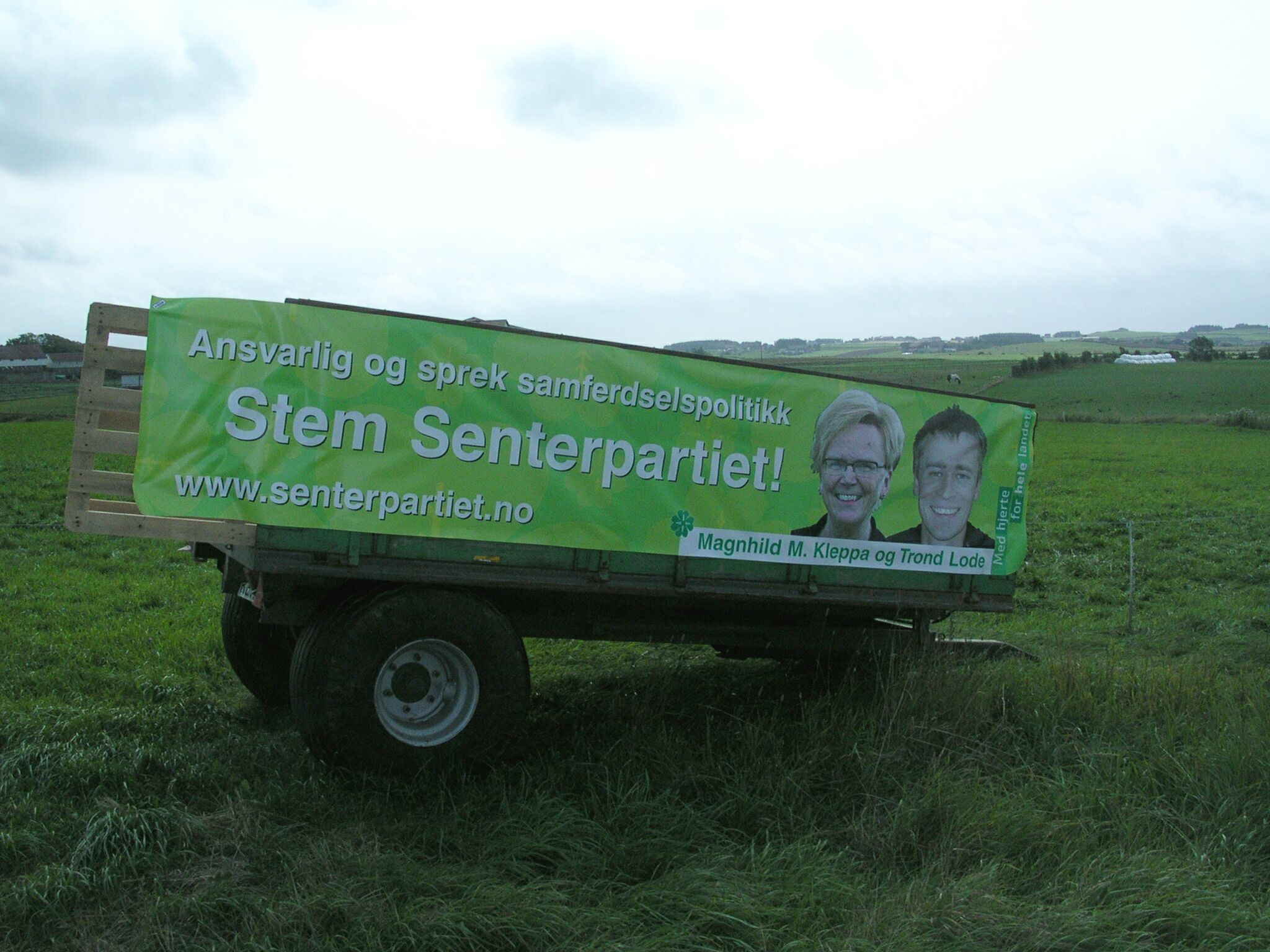
Wahlwerbung der Senterpartiet in Nærbø (Kommune Hå) 2005

Auch 2017 erzielte die Sp die besten Ergebnisse im Fylke Sogn og Fjordane (29,7 Prozent), Nord-Trøndelag (24,4), Hedmark (22,2) und Oppland (21,2). Mit Abstand den geringsten Stimmenanteil verzeichnete die Partei traditionsgemäß in Oslo (2,1 Prozent).